# Kabel
Als Kabel wird in der Elektro- und Informationstechnik ein mit Isolierstoffen ummantelter ein- oder mehradriger Verbund von Einzelleitungen bezeichnet, welcher der Übertragung von Energie oder Information dient. Als Isolierstoffe kommen üblicherweise unterschiedliche Kunststoffe zur Anwendung, welche die als Leiter genutzten Adern umgeben und gegeneinander isolieren. Elektrische Leiter bestehen meist aus Kupfer, seltener auch aus Aluminium oder geeigneten Metalllegierungen. Lichtwellenleiter bestehen aus Kunststoff- oder Quarzglasfasern, weshalb in diesem Zusammenhang auch von Glasfaserkabeln gesprochen wird. Dreidimensional betrachtet folgt das Kabel einer meist zylindrischen oder ähnlichen Geometrie und kann im Gesamtaufbau noch weitere Mantellagen aus isolierendem Material oder metallische Folien bzw. Geflechte zum Zweck der elektromagnetischen Abschirmung oder als mechanischen Schutz enthalten.

## Unterscheidungsmerkmale
Für den Begriff Kabel gibt es je nach Anwendungsfeld unterschiedliche Definitionen.
- Für elektrische Energieleiter als Untermenge der elektrischen Leitung existiert mit dem IEV-Eintrag 826-15-01 lediglich der globale Begriff Kabel- und Leitungsanlagen.[1] Im Detail wird zwischen Installationsleitungen und Kabeln in den jeweiligen Produktnormen in der VDE-Gruppe 0200 (für Kabel insbesondere VDE 0266, VDE 0271 und VDE 0276-603 bis -632) unterschieden. Allgemein gilt für Kabel als Energieleiter aber die Festlegung, dass diese „im Vergleich mit Leitungen höheren mechanischen Beanspruchungen standhalten und in der Erde“ (→ Erdkabel) verlegt werden,[2][3] und zwar unabhängig davon, ob es sich um einadrige oder mehradrige Energieleiter handelt.

- Beim Luftkabel, einem in der leitungsgebundenen Telekommunikation gängigen Begriff, handelt es sich um einen selbsttragenden Kabelaufbau mit ausreichenden Stützelementen, der für die Aufhängung an Masten und ähnlichen Einrichtungen ohne Zuhilfenahme anderer stützender Drähte oder Leiter vorgesehen ist.

- Die ähnlich den Luftkabeln aufgebauten YMT-Leitungen für die Verwendung als selbsttragende Leitung in Freileitungsnetzen zur Energieversorgung und für den Hausanschluss im ländlichen Raum werden als Isolierte Starkstromleitung oder PVC-Mantelleitung mit Tragseil bezeichnet und nicht den Kabeln zugerechnet. Sie sind nicht geeignet zur freien Verlegung in Erde; die Verlegung im Wasser ist zulässig.

- In der Daten-, Netzwerk-, Signal- und Audiotechnik und ähnlichen Fachbereichen wird allgemein die Zusammenfassung mehrerer, voneinander isolierter Leiter (Adern) zu einer fest verbundenen Einheit als Kabel betrachtet; hier wird dieser Begriff aus dem englischen Sprachraum übernommen, der begrifflich nicht zwischen den Bauarten Kabel und Leitung unterscheidet (alles derartige ist cable). Die einzelnen Adern sind meist elektrische Leiter, können aber zum Beispiel auch optische Leiter sein.

- Freileitungen sind elektrische Leiter ohne Isolierung – die umgebende Luft dient als Isolator. Die einem Drahtseil ähnlichen Leiter werden nicht als Kabel bezeichnet, obwohl dicke Seile seemännisch als Kabel bezeichnet werden.

Mehradrige Installationsleitung in der Elektroinstallation

## Aufbau

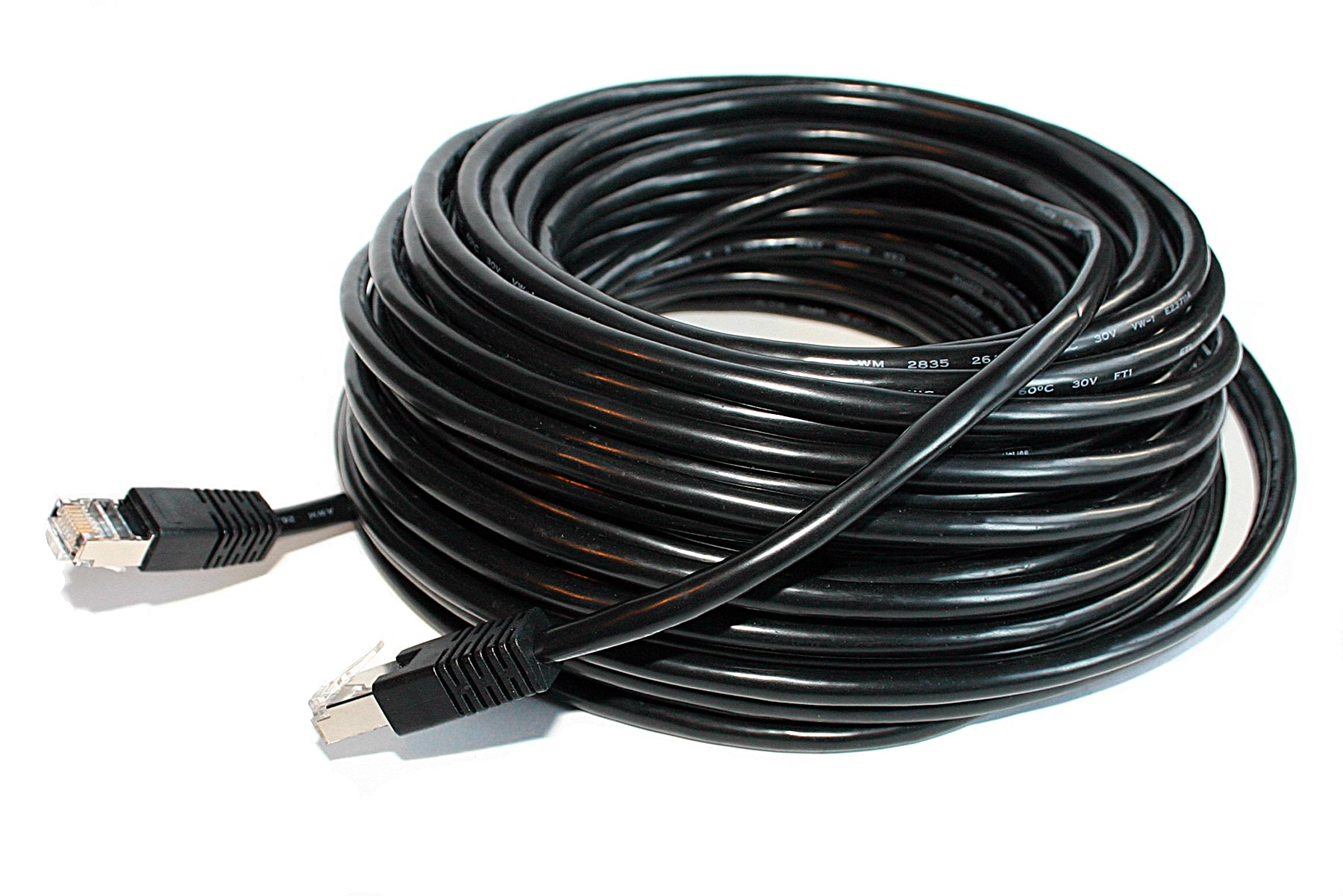
Konfektioniertes Datenkabel

Der Kabelaufbau muss mehreren Erfordernissen entsprechen:
- Kostengünstige Herstellung
- Beanspruchungen bei der Installation (Zugfestigkeit, Biegeradius usw.)
- Umwelt- und Betriebsbedingungen (Korrosion, Temperatur, Verkehrslasten usw.)
- Investitionszweck (Energie- oder Informationsübertragung also Aderzahl, Leiterquerschnitt usw.)

### Leiteranzahl
Die Zahl der Strom führenden bzw. optischen Leiter (auch Adern genannt) im Kabel ist die Leiteranzahl oder Aderzahl. Bei mehradrigen Kabeln (damit sind nicht Litzenkabel gemeint) ist immer jede einzelne Ader von einem eigenen Isolator, der Aderisolierung, umhüllt, während eine äußere Umhüllung, der Kabelmantel, alle Adern umgibt.
- Bei zweiadrigen Kabeln für Gleichstrom sind die Farben der Adernisolation oft rot für Plus (+) und schwarz für Minus (−).
- In Netzkabeln wird ein schwarzer oder brauner Außenleiter und ein blauer Neutralleiter verwendet. Bei Geräteanschlussleitungen sind die Farben braun und schwarz ebenfalls gebräuchlich, obwohl die Zuordnung zu Neutral- und Außenleiter nicht gegeben ist. Bei Netzkabeln der Schutzklasse I kommt ein grün-gelber Schutzleiter hinzu. Dieser führt Erdpotential und dient dazu, im Fehlerfall gefährliche Berührungsspannungen an leitfähigen Gehäuse- oder Bedienteilen zu verhindern, indem diese gegen Erde abgeleitet werden.
- Bei Drehstrom werden nach alter Norm zwei schwarze und ein brauner, nach neuer Norm ein brauner, ein schwarzer und ein grauer Außenleiter verwendet. Der Neutralleiter kann bei symmetrischer Last oder bei Verwendung eines PEN-Leiters gegebenenfalls entfallen. In diesem Fall ist einer der Außenleiter häufig blau, sofern die Anlage vor 2004 errichtet wurde.
- In Altbauten findet man gelegentlich noch die für Neuinstallationen nicht mehr zulässigen Aderfarben nach alter Norm (bestehende Installationen stehen in Deutschland unter Bestandsschutz). Nach alter deutscher Norm war bis 1965: Schwarz der Außenleiter, Grau konnte ein Neutralleiter oder PEN (früher als Null-Leiter bezeichnet) sein, Rot war der Schutzleiter (PE), konnte aber auch ein geschalteter Außenleiter sein. Blau konnte im Dreileiter-Wechselstromnetz ein Außenleiter sein (L1: Schwarz; L2: Rot; L3: Blau; PEN: Grau). In Installationen und Industrieanlagen mit Netzspannung dürfen die Aderfarben Gelb und Grün nur dann verwendet werden, wenn keine Verwechslungsgefahr mit dem Schutzleiter (grün-gelb) besteht. Rot isolierte Drähte sind nur für Steuersignale zulässig, die vom Netz galvanisch getrennt sind.
- Hochspannungskabel sind oft einadrig. Es gibt jedoch auch zweipolige Hochspannungskabel für Gleichspannung. Dreiadrige Hochspannungskabel für Dreiphasenwechselstrom werden auch als H-Kabel bezeichnet. Mitunter werden auch zweipolige Kabel einpolig betrieben, indem sie an ihren Enden parallelgeschaltet werden.
- Kabel für EDV, Signalübertragung und Nachrichtentechnik können je nach Einsatzzweck zwei bis mehrere tausend Adern haben. Außerdem wird nach der Art der Adernverseilung unterschieden (zum Beispiel lagenverseilt, paarverseilt, Sternvierer). Signalkabel-Adern sind oft paarweise oder insgesamt von einem Schirm umgeben.
- Kabel für nieder- und hochfrequente Signale sind oft Koaxialkabel.
- Lichtleitkabel bestehen aus einer Glas- oder Kunststofffaser sowie einem relativ dicken Mantel, der mechanischen Schutz und (besonders bei Leistungsanwendungen der Laser-Materialbearbeitung) eine Begrenzung des Biegeradius bewirkt.

## Leitermaterial
Am häufigsten wird Kupfer wegen seiner sehr guten elektrischen Leitfähigkeit verwendet, gefolgt von Aluminium.
Aluminium weist zwar nur rund 2/3 der elektrischen Leitfähigkeit von Kupfer auf, allerdings beträgt das spezifische Gewicht von Aluminium nur rund 1/3 von Kupfer und es ist billiger. In Anwendungen, in denen der Platzbedarf für die (bei gleicher Stromtragfähigkeit um den Faktor 1,5) dickeren Aluminiumleiter keine, aber das Gewicht und die Kosten eine wesentliche Rolle spielen, wird oft Aluminium statt Kupfer genommen. Bei Freileitungen bestehen die Leiterseile aus Aluminium. Leiterseile und auch Feldkabel für Feldtelefone haben zur Verbesserung der Zugfestigkeit einen Stahlanteil. Aluminiumleiter werden auch in Elektro-Kfz eingesetzt, um Masse einzusparen.
Nachteilig bei Aluminium sind die Kontaktkorrosion, spontane Oxidschichten und damit steigende Übergangswiderstände an Klemmstellen, die schlechte Lötbarkeit sowie die geringere Wechselbiegefestigkeit. Peugeot-Fahrräder um 1970 waren mit Litzen aus Alu gefertigt, die an den Übergängen zu den geklemmten Bronze-Kontakten bei Nässe stark korrodierten. In der DDR waren trotz dieser Probleme Aluminiumkabel für die Hausinstallation üblich; man versuchte, durch sogenanntes Alcu (kupferplattierte Aluminiumleiter) eine Verbesserung zu erreichen. Heute sind Aluminiumkabel in der Hausinstallation nicht mehr gebräuchlich, wohl aber als Erdkabel mit größeren Querschnitten im Nieder- und Mittelspannungsbereich. Aluminium bildet an Luft eine durch Hitze geförderte Oxidschicht aus und ist daher nur mit speziellen Flussmitteln und Loten lötbar. Das zuverlässigste Anschlussverfahren ist Pressen und großflächiges Verschrauben nach Bürsten und Fetten.
Silber ist noch etwas leitfähiger als Kupfer und damit von den Metallen am leitfähigsten. Es wird allerdings aus Kostengründen nur in Sonderfällen verwendet, z. B. für Hochfrequenz (Skineffekt) oder bei thermischer Belastung, meist nur als Beschichtung.
In Sonderfällen verwendet man Supraleiter, die unter ihre Sprungtemperatur abgekühlt werden müssen, indem Kühlmittel durch separate Kanäle im Kabel gepumpt wird. Solche Kabelverbindungen sind jedoch selten. Die ständige Kühlung ist sicherheitsrelevant, da das Kabel bei Zusammenbrechen der Supraleitung sofort durch Stromwärme zerstört würde.
In Kommunikationsnetzen kommen neben Kupferadern auch optische Leiter (Glasfaserkabel, Lichtleitkabel) zum Einsatz.

Bei Kopfhörerkabeln und anderen hochbeanspruchten Signalkabeln werden feindrähtige Kupferlitzen mit Kunstfasern von hoher Zugfestigkeit (z. B. Aramiden) gemischt, um die Reißfestigkeit des Kabels zu erhöhen. Seit etwa den 1930er Jahren gibt es Kabel für Telefone, die durch Umwickeln von Textilfasern mit Kupferband hergestellt werden. Sie sind für hohe Biegewechselbeanspruchung, Zugfestigkeit, jedoch geringe Ströme geeignet. Für ähnliche Zwecke ist auch ein Kabelaufbau mit Kupferlackdrähten üblich. Kupferlackdraht kann lötbar sein, indem sich der Lack bei Löttemperatur zersetzt.
Für Hochfrequenz wird Hochfrequenzlitze verwendet, deren einzelne Litzendrähte mit Lack isoliert sind. Für Kabel wird sie eher nicht verwendet.
Kupferleiter (insbesondere Litzen) können zum Korrosionsschutz verzinnt sein.
Die Adern von Kabeln bestehen bei flexiblen Anwendungen und im Kfz- und Anlagenbau aus Litzenleitungen. Bei besonders hoher mechanischer Beanspruchung auf wiederholtes Biegen (Handgeräte, Energieführungsketten, Veranstaltungs- und Bühnentechnik) werden sogenannte feinstdrähtige Litzen und eine geflochtene Verseilung verwendet.
| Metall                         | Relative Leitfähigkeit (Kupfer = 100) | Elektrischer Widerstand bei 20 °C (in Ω 10−8) | Widerstands- Temperaturkoeffizient (in α 10−1) |
| ------------------------------ | ------------------------------------- | --------------------------------------------- | ---------------------------------------------- |
| Silber                         | 106                                   | 01,626                                        | 0,0041                                         |
| Kupfer HC (geglüht)            | 100                                   | 01,724                                        | 0,0039                                         |
| Kupfer HC (hartgezogen)        | 097                                   | 01,777                                        | 0,0039                                         |
| verzinntes Kupfer              | 095-99                                | 01,741–1,814                                  | 0,0039                                         |
| Aluminium EC (weich)           | 061                                   | 02,803                                        | 0,0040                                         |
| Aluminium EC (½H–H)            | 061                                   | 02,826                                        | 0,0040                                         |
| Natrium                        | 035                                   | 04,926                                        | 0,0054                                         |
| Baustahl (englisch mild steel) | 012                                   | 13,8                                          | 0,0045                                         |
| Blei                           | 008                                   | 21,4                                          | 0,0040                                         |

### Kennzeichnung vieladriger Leitungen
Es gibt mehrere Arten, die Adern zu kennzeichnen. Flexible Steuerleitungen mit Querschnitten ab 0,75 mm2 tragen oft Nummern. Dünnere Steuerleitungen und Fernmeldekabel sind durch Farben gekennzeichnet. Bei vieladrigen Kabeln besteht die Möglichkeit, eine mehrfarbige Codierung längs- oder quergestreift auf der jeweiligen Ader aufzubringen, wobei eine quergestreifte Codierung auch im Abstand variieren kann, um unterschiedliche Adern zu bezeichnen.
Die Aderkennzeichnung für Fernmeldekabel ist in der DIN 47100 zu finden.

### Isolierstoffe

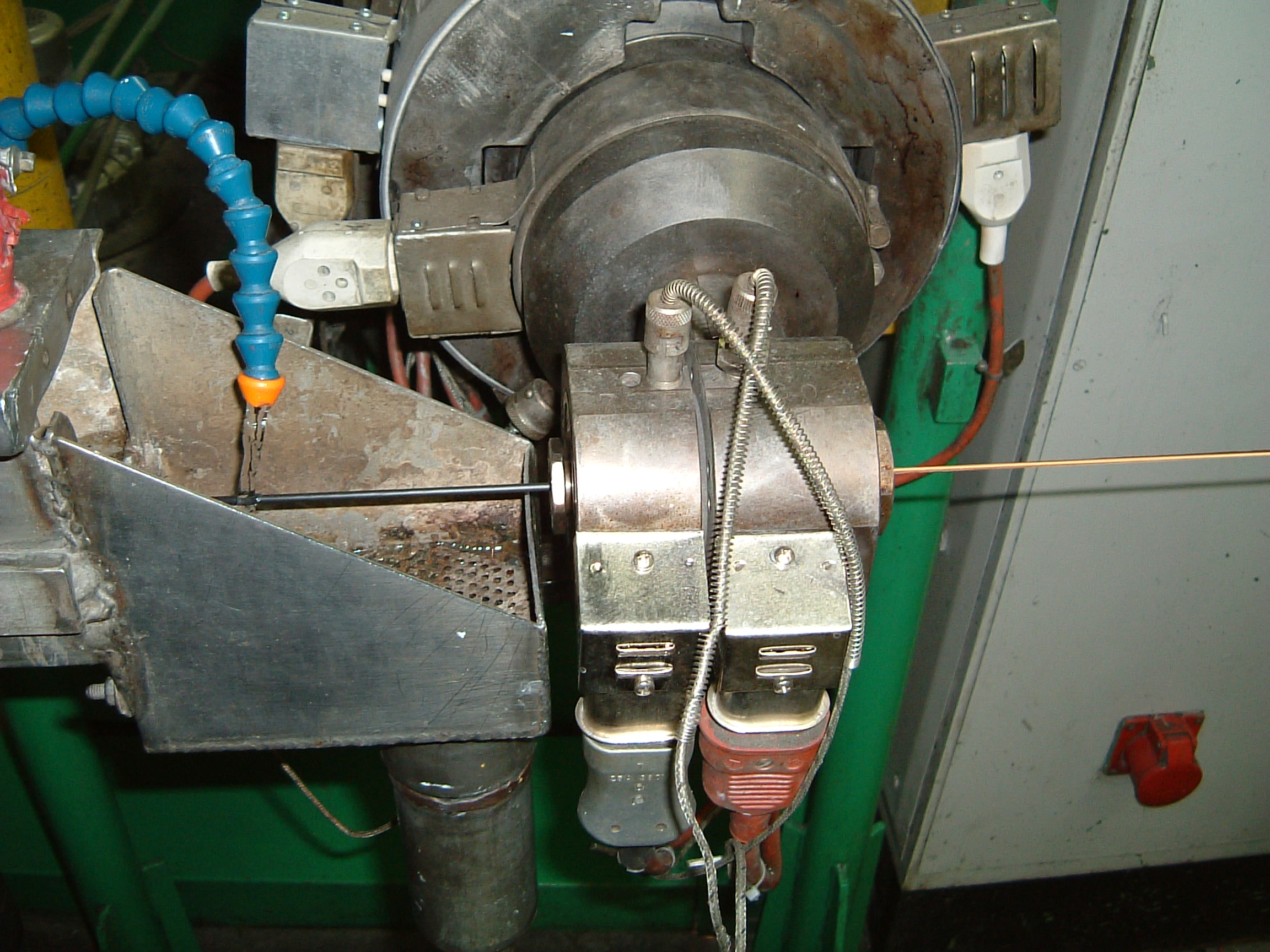
Aufbringen der Aderisolation in einem Extruder

Prinzip der Kabelextrusion

Für Kabel verwendbare Isolierstoffe müssen in der Regel plastisch oder elastisch sein. Ausnahmen sind das Tränköl für Ölkabel und altertümliche, mit Porzellanperlen isolierte Koaxialkabel. Die Isolierstoffe müssen einen hohen spezifischen elektrischen Widerstand und eine hohe Durchschlagsfestigkeit haben. Weitere Parameter für Signalkabel sind ein möglichst geringer Verlustfaktor und eine geringe Dispersion.
Früher verwendete man zur Adernisolation oft Papier. Um die Feuchteempfindlichkeit zu verringern und die Durchschlagsfestigkeit zu erhöhen, tränkte man das Papier mit Öl oder Wachs. Öl-Papierkabel (auch Massekabel genannt) sind noch heute im Einsatz und im Hoch- und Mittelspannungsbereich den mit PVC isolierten Kabeln im Hinblick auf ihre Lebensdauer und Durchschlagsfestigkeit überlegen. Allerdings sind die Montagekosten enorm hoch, daher werden sie durch Kunststoffkabel mit einer Isolation aus vernetztem Polyethylen (VPE) ersetzt.
Gebräuchlichster Isolierwerkstoff heutiger Energie- und Signalkabel ist Polyvinylchlorid (PVC), gefolgt von Polyethylen (PE), Gummi und Polyurethan (PUR).
Eine Möglichkeit, die Einsatztemperatur PVC-isolierter Kabel zu erhöhen, ist die Elektronenstrahl-Vernetzung. PVC hat jedoch einen hohen dielektrischen Verlustfaktor, weshalb es als Isolation für Signalkabel insbesondere bei hoher Frequenz oder großer Länge oft ungeeignet ist. Breitband-Signalkabel, Hochfrequenzkabel und auch Telefonleitungen sind daher oft mit PE isoliert.
Für flexible, thermisch und mechanisch hoch beanspruchte Kabel wird Gummi als Isolation verwendet, trittfest auf Baustellen und im Garten.
Bei hohen, aber auch besonders niedrigen Temperaturen und hohen Spannungen werden Silikonleitungen eingesetzt. Da diese wenig schnitt- und druckfest sind, wird Silikon mitunter mit einer Glasfaserumspinnung verbunden, etwa bei den Zuleitungen für Küchenherdplatten.
Polytetrafluorethylen (PTFE) widersteht von den Kunststoffen den höchsten und auch tiefsten Temperaturen, widersteht auch fast allen chemischen Angriffen, doch ist mechanisch eher verletzlich (Z. B. im Triebwerksbereich von Flugzeugen).
Leitungen in Elektro-Wärmegeräten werden heute nur mehr selten mit aufgefädelten Keramikperlen (Zylinder mit axialer Bohrung und kugelkalottenförmigen Deckflächen, eine konkav, eine konvex oder Keramikröhrchen) umhüllt.
Längenelastische Spiralkabel für Telefonhörer, Mikrofone, E-Gitarren etc. werden auf Maß mit geraden Endabschnitten gefertigt.

### Material der Ummantelung

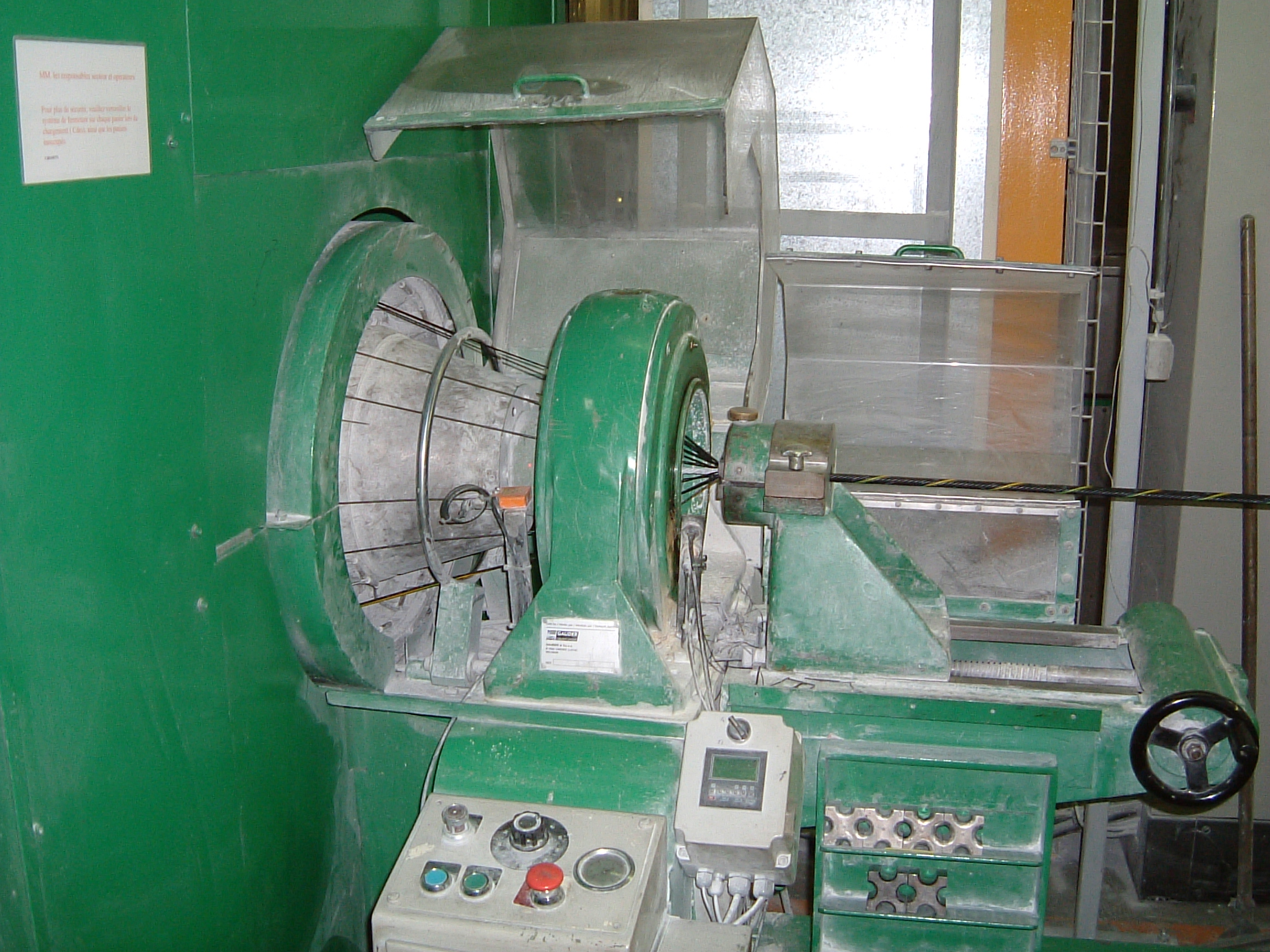
Maschine zum Verseilen von Kabeln

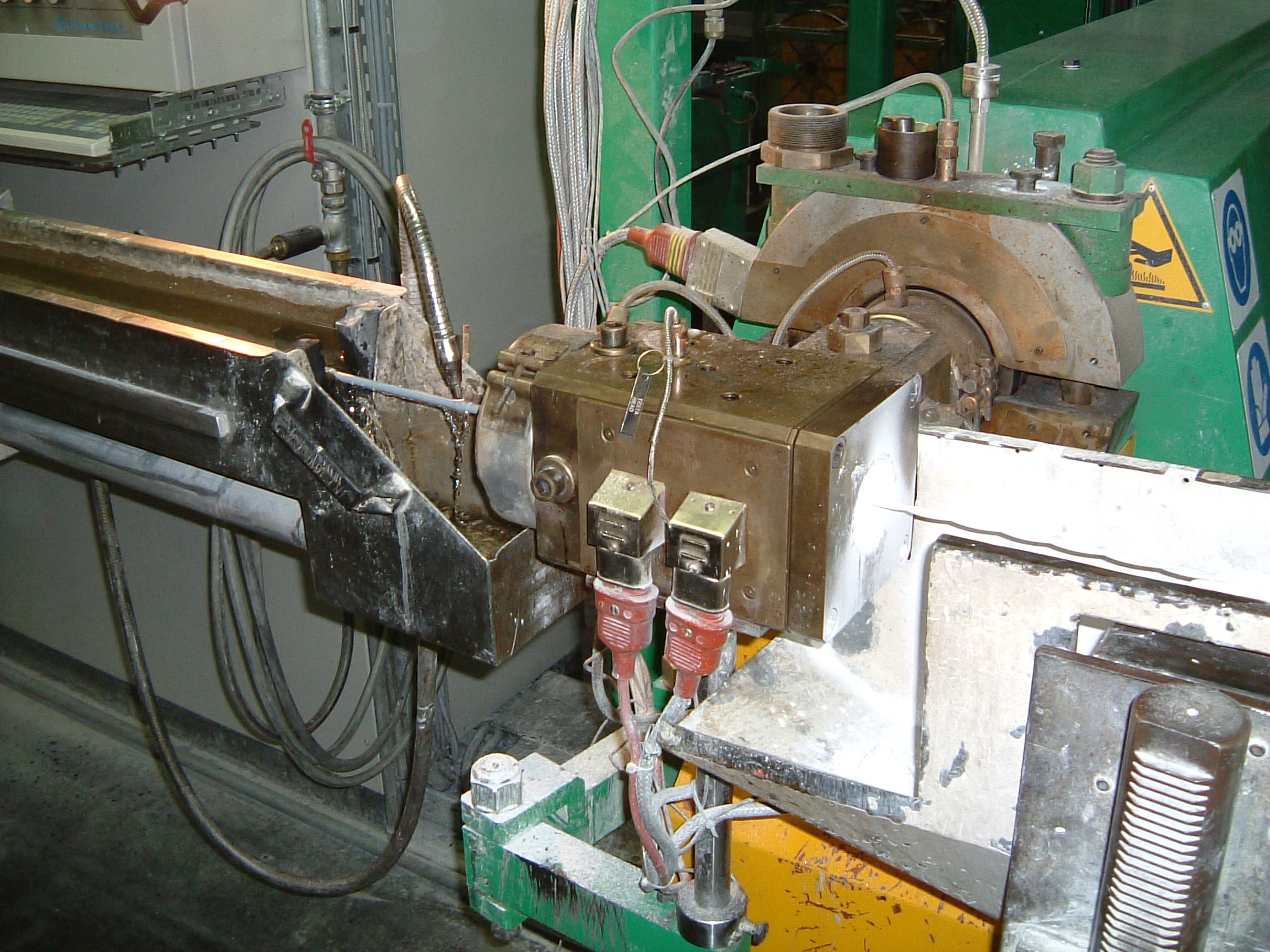
Aufbringen des Mantels in einem Extruder

Der Kabelmantel schützt das Kabel vor äußeren Einflüssen und enthält gegebenenfalls eine Abschirmung. Blei war lange Zeit ein häufig verwendeter Werkstoff für die Ummantelung papierisolierter Kabel. Es findet heute noch Verwendung in bleigemantelten Kabeln (z. B. NYKY-J für Niederspannung oder N2XS(F)K2Y in der Mittelspannung) in Raffinerien, um die Kabel vor Beschädigungen durch Aromaten und Kohlenwasserstoffe zu schützen. Zum Teil verwendet man mittlerweile Kabel mit einem Zwischenmantel aus Polyamid bzw. Nylon. Meistens sind diese Kabel noch einmal mit dem schwerentflammbaren PVC ummantelt, um eine flammhemmende Wirkung zu erhalten. (Typen z. B. 2XS(L)2Y4YY für Mittelspannung bzw. 2X(L)2Y4YY für Niederspannung).
Heute kommen neben PVC auch Kunststoffe wie Polyurethan oder Polyethylen zum Einsatz. Polyethylen ist sehr kostengünstig, aber brennbar. PVC erzeugt bei Brandeinwirkung giftige Gase, wie Chlorwasserstoff und Dioxine. Deshalb kommen in modernen Gebäuden mit großen Personenansammlungen, wie zum Beispiel in Bahnhöfen, Flughäfen, Museen, Kongreßhallen und Kaufhäusern, halogenfreie, flammwidrige Kabel und Leitungen zum Einsatz. Für flexible, hoch beanspruchte Kabel wird Gummi als Mantel verwendet. Zur Signalübertragung (Netzwerkkabel für die EDV, Steuerungs- und Audiokabel) werden die Kabelmäntel vielfach mit einer Schirmung aus Metallfolie oder Kupferdrahtgeflecht versehen, um die elektromagnetische Verträglichkeit des Kabels zu verbessern.
Auch die von Frequenzumrichtern zu den Motoren führenden Energieleitungen müssen oft abgeschirmt werden, um Störabstrahlungen zu vermeiden (siehe Elektromagnetische Verträglichkeit).
Erd- und Seekabel sowie Freileitungen sind mit Armierungen (Stahldrahtgeflecht, Stahlblech) als Schutz und zur Erhöhung ihrer mechanischen Stabilität versehen.
Um Beschädigungen des Mantels frühzeitig zu erkennen, werden in der Nachrichtentechnik vieladrige Kabel mit Druckluft gefüllt und der Kabelinnendruck überwacht. Bei Energiekabeln wird hier stattdessen ein isolierendes Schutzgas (z. B. Schwefelhexafluorid) verwendet.
Lichtleitkabel für Hochleistungslaser sind mit einer Faserbruchüberwachung versehen, welche die Leitfähigkeit eines mitgeführten Drahtes oder einer Metallbeschichtung der Faser überwacht.
Für die meisten Einsatzzwecke werden Kabel nach internationalen Normen hergestellt, die vielfach auch Kürzel für bestimmte Kabelklassen definieren. Siehe dazu Harmonisierte Typenkurzzeichen von Leitungen.

## Beanspruchungsbedingungen
Es gibt fest verlegte Kabel in Kabelgräben, im Putz, in Kanälen, auf Kabelpritschen und flexible Kabel für bewegliche Geräte oder Anlagen. Weitere Beanspruchungsbedingungen eines Kabels bestimmen wesentlich seine Konstruktion:
- Verlegung auf dem Meeresgrund Seekabel: starke Bewehrung, zugfest, längs- und querwasserdicht
- Unterirdische Verlegung (Erdkabel): sichere Ummantelung, evtl. Bewehrung, ggf. längs- und querwasserdicht
- Oberirdisch im Außenbereich: UV-Strahlungs-stabiler Mantel, zugfest
- Für bewegliche Geräte: fein- oder feinstdrähtige Adern, ggf. Gummi- oder Silikonisolation
- Mechanische Beanspruchung durch Kanten: Gewebe, Lackgewebe, Lackglasfasergewebe
- In brandgefährdeten Räumen: halogenfreie, schwer entflammbare Isolation
- Einfluss von Kohlenwasserstoffen: Ölfeste Werkstoffe
- Hohe elektrische oder magnetische Störeinflüsse oder Störempfindlichkeit: verdrillte Adernpaare, einfache oder doppelte Abschirmung
- Hohe Temperaturen oder Erwärmung: Gummi, Silikongummi, PTFE

Die Temperaturbeständigkeit von Kabeln wird in Wärmeklassen (nach IEC 60085) angegeben:
| Wärme- klasse | Grenz- temperatur in °C | Isolierstoffe | Anwendungsbeispiele                                                |
| ------------- | ----------------------- | --- | ------------------------------------------------------------------ |
| Y             | > 090                   | PVC; PET; Naturgummi; Baumwolle; Papierprodukte; Kunstseide                                                            | Leitungen und Abdeckungen                                          |
| A             | > 105                   | Synthetischer Kautschuk; Isolieröle;                                                                                   | Leitungen, Wicklungen, Isolierschlauch                             |
| E             | > 120                   | Mit Kunstharzlacken getränkte Papierschichtstoffe                                                                      | Wicklungen                                                         |
| B             | > 130                   | Ungetränkte und getränkte Glasfaserprodukte; Pressteile mit mineralischen Füllstoffen                                  | Wicklungen und Pressteile                                          |
| F             | > 155                   | Mit geeigneten Harzen (z. B. Epoxidharz) getränkte Glasfaserprodukte; Polyester-Lacke                                  | Wicklungen                                                         |
| H             | > 180                   | Mit Silikonharzen getränkte Glasfaser- und Glimmerprodukte; synthetischer Kautschuk                                    | hitzefeste Leitungen und Wicklungen, Abdeckungen, Isolierschläuche |
| C             | > 180                   | Glimmer; Glas, Porzellan und andere keramische Werkstoffe; mit Silikonharzen getränkte Glasfaser- und Glimmerprodukte; | Hitzefeste Wicklungen                                              |

## Einsatzzweck

### Kabelbaum
Ein Kabelbaum ist eine geräte-, erzeugnis- oder anlagenspezifische Zusammenfassung von einzelnen Leitungen und Kabeln zu einem vorgefertigten Verbund, der oft bereits mit Steckverbindern versehen ist. In Automobilen befinden sich Kabelbäume mit etwa 50 kg Masse. Kabelbäume übertragen sowohl elektrische Leistung als auch Signale.

### Energiekabel

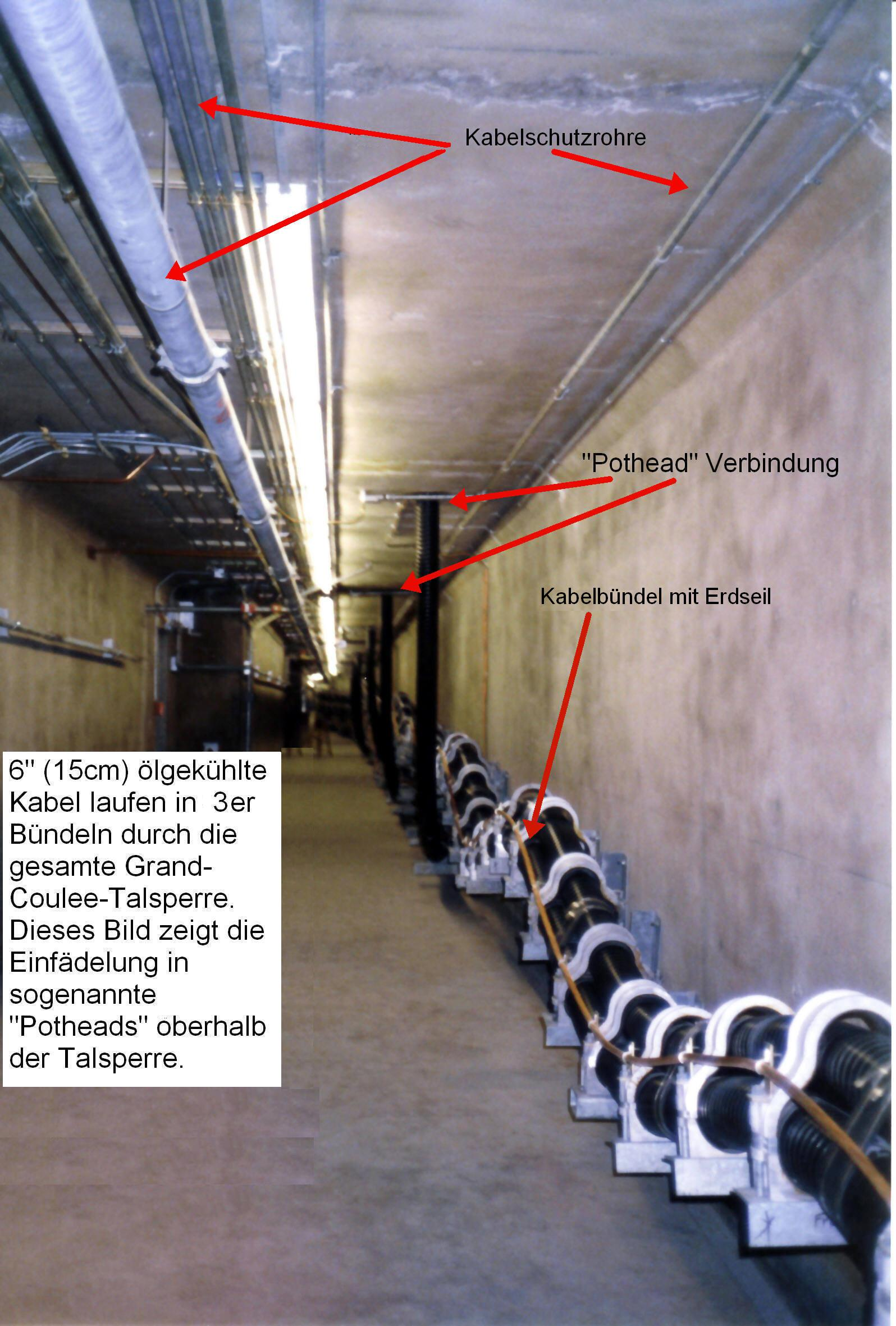
Ölkabel mit 150 mm Durchmesser im Inneren der Grand-Coulee-Talsperre

Die für ein Kabel zulässige Stromstärke hängt von folgenden Kriterien ab:
- Temperaturbeständigkeit der Isolierung
- Querschnittsfläche der Leiter
- Anzahl der Leiter
- Umgebungstemperatur
- Verlegeart
- Anzahl von Kabeln im gleichen Kanal
- Betriebsspannung (wegen der Dicke der Isolierung, die die Wärmeabgabe behindert)

Entsprechende Angaben findet man zum Beispiel in EN 60204-1:2007-06 „Elektrische Ausrüstung von Maschinen – Allgemeine Anforderungen“.

### Hochfrequenz-, Signal- und Steuerkabel
Bei HF- und Signalkabeln spielt auch die Impedanz bzw. die Wellenimpedanz sowie die dielektrische Güte bzw. der dielektrische Verlustfaktor des Isolationswerkstoffes eine Rolle.
Bei NF-Kabeln ist neben dem Wirkwiderstand R' (Ohm/km) auch die Kapazität C' (µF/km) von wesentlicher Bedeutung. Die Kabelkapazität von Steuerkabeln hat einen Wert von ca. 0,3 µF/km.
Für Hochfrequenz und Breitband-Signalübertragung werden (auch für hohe Übertragungsleistungen) meistens Koaxialkabel verwendet. Diese haben prinzipiell kein nach außen dringendes elektrisches und magnetisches Feld, wenn der Mantelleiter geschlossen ist und die Seele in der Mitte ist. Koaxialkabel für Hochfrequenzanwendung haben daher ein Dielektrikum, das bei möglichst geringer Dichte den Innenleiter optimal stützt. Die zur Verlustarmut erforderliche geringe Dichte wird oft durch Luftanteile oder Schaumstoff erreicht. Außen ist oft eine doppelte Schirmung, bestehend aus Geflecht und Metallfolie, aufgebracht. Solche Koaxialkabel sind sehr störsicher. Sie haben meistens eine Wellenimpedanz von Z = 50 … 75 Ohm.
Früher verwendete man für Antennenleitungen auch sog. Bandleitungen (Z = 240 Ohm). Sie bestehen aus zwei symmetrisch angeordneten, mit einem Isolierstoffsteg verbundenen Adern. Diese Kabel sind aufgrund der nach außen dringenden Felder störempfindlicher, weisen jedoch eine geringere Dämpfung als Koaxialkabel auf, wenn sie auf Abstand zu Gebäudeteilen verlegt werden.

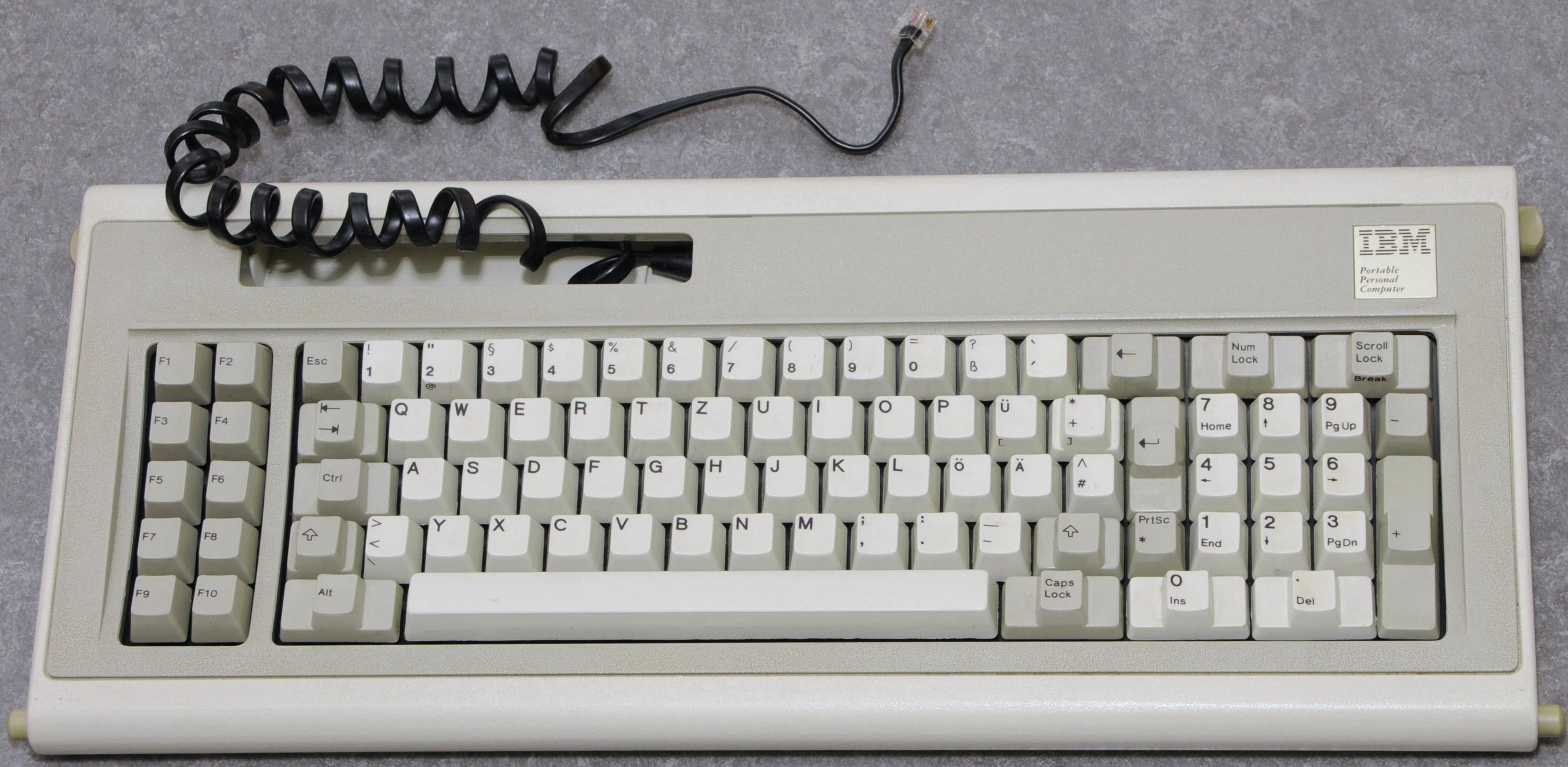
Computertastatur mit Spiralkabel

Als Signalleitungen oder Steuerleitungen werden oft mehradrige, geschirmte oder ungeschirmte Kabel mit Querschnitten von 0,14 bis 0,5 mm² verwendet, die, wenn die Länge des Kabels (z. B. bei Telefonhörern, Tastaturen, Kopfhörern u. dgl.) variabel sein soll, auch als sogen. „Spiralkabel“ ausgeführt sein können.
Zur Übertragung hoher Datenraten, z. B. bei USB-Kabeln, werden sog. Twisted-Pair-Kabel verwendet: Ein oder mehrere Adernpaare sind dabei jeweils miteinander verdrillt und ggf. außerdem in separaten Abschirmungen geführt.
Flachbandkabel („Hosenträgerkabel“) bestehen aus einer Vielzahl parallel nebeneinander liegender Adern und werden besonders innerhalb von Computern und elektronischen Geräten als Signalleitungen verwendet. Sie können kostengünstig und zuverlässig mit der Schneidklemmtechnik angeschlossen werden.
Es gibt auch gefaltet in runden Abschirmmänteln geführte Bandkabel, um gleichfalls die Schneidklemmtechnik nutzen zu können.

## Beispiele
- Telefonkabel

Solche Kabel sind vieladrig. Die Adern sind paarig oder in Vierergruppen als „Sternvierer“ verdrillt. Beim Sternvierer werden die diagonal gegenüberliegenden Adern als Paar genutzt. Meist sind Telefonkabel auf öffentlichen Grundstücken (Straßen) erdverlegt. Das Bild zeigt die aufgefächerte „Prüfblume“.
- Flachbandkabel

Häufig in Computern zu finden. Der Anschluss erfolgt über Schneidklemmtechnik für alle Adern gleichzeitig.
- Abgeschirmte Leitungen

Eine oder mehrere isolierte Adern sind umgeben mit einer leitenden Abschirmung; nach jeweiliger Isolation können noch ein oder (selten) zwei weitere Schirmungsleiter darüber gewendelt oder geflochten werden. Das Übersprechen (unerwünschte gegenseitige Beeinflussung eigentlich unabhängiger Signalkanäle) und die Abhörbarkeit werden dadurch stark reduziert. Messleitungen mit geerdetem Schirm fangen weniger Störsignale aus der Umgebung ein. Im Wohnungsbau werden auch gelegentlich abgeschirmte Installationskabel/Mantelleitungen (NYM(ST)-J) zur Verringerung des Elektrosmog in Wohnräumen eingesetzt.
- Koaxialkabel

Kabel mit konzentrischem Aufbau und einem durch Geometrie und Isolationswerkstoff eingestellten Wellenwiderstand werden für die Übertragung hochfrequenter Signale wie beispielsweise von der Antenne zu UKW-Radios und Fernsehern verwendet, wobei der äußere Leiter zugleich die Schirmung für den inneren Leiter darstellt.
- Twisted-Pair-Kabel

Besteht aus verdrillten Aderpaaren. Die Verdrillung erlaubt eine ähnlich störungsfreie Signalübertragung wie Koaxialkabel. Zudem sind Twisted-Pair-Kabel meist noch zusätzlich geschirmt.

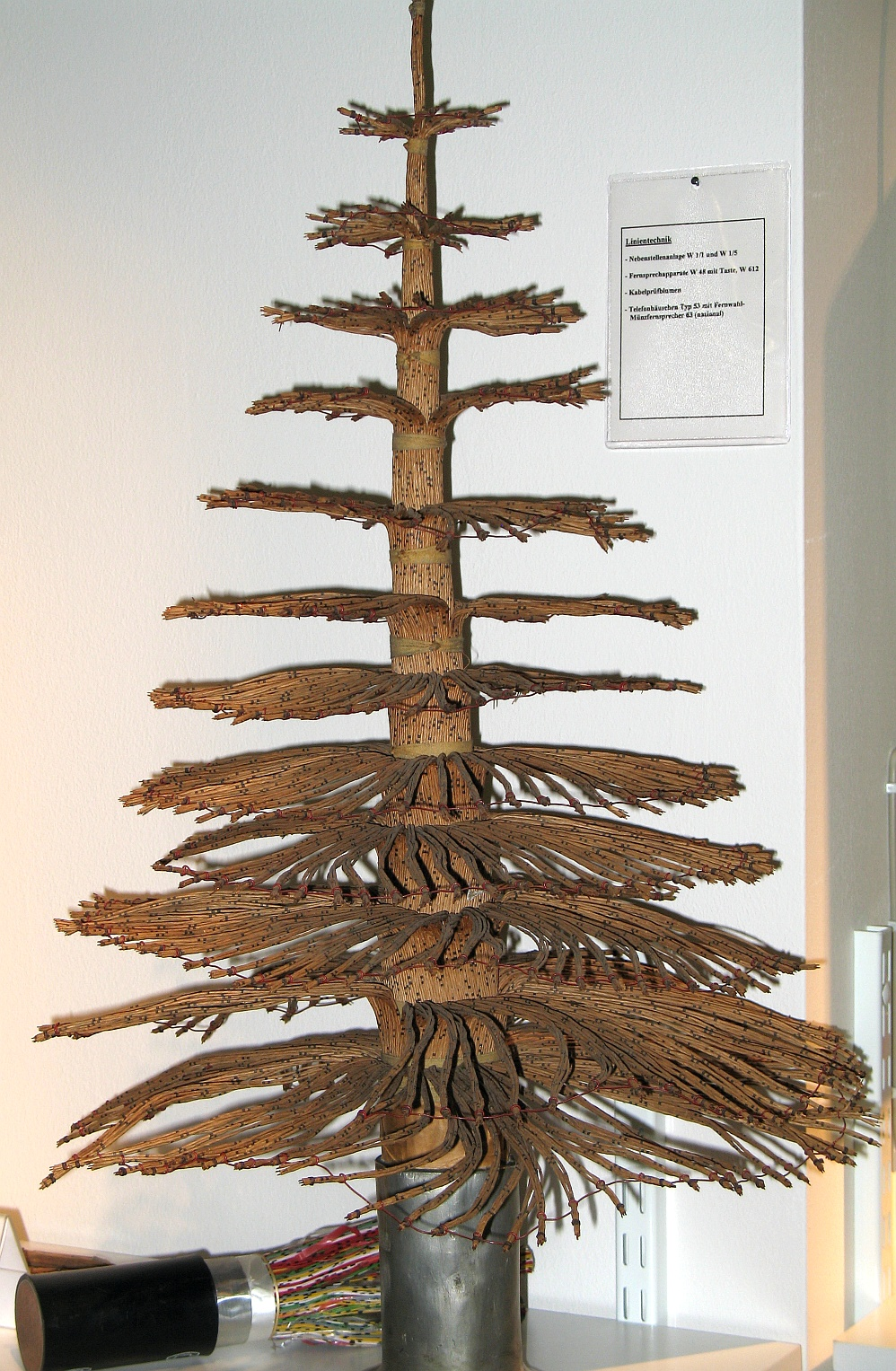
Telefonkabel aufgefächert
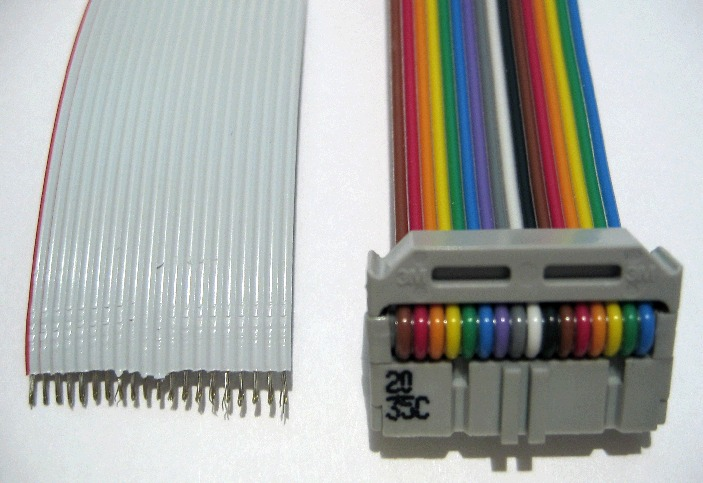
Flachbandkabel
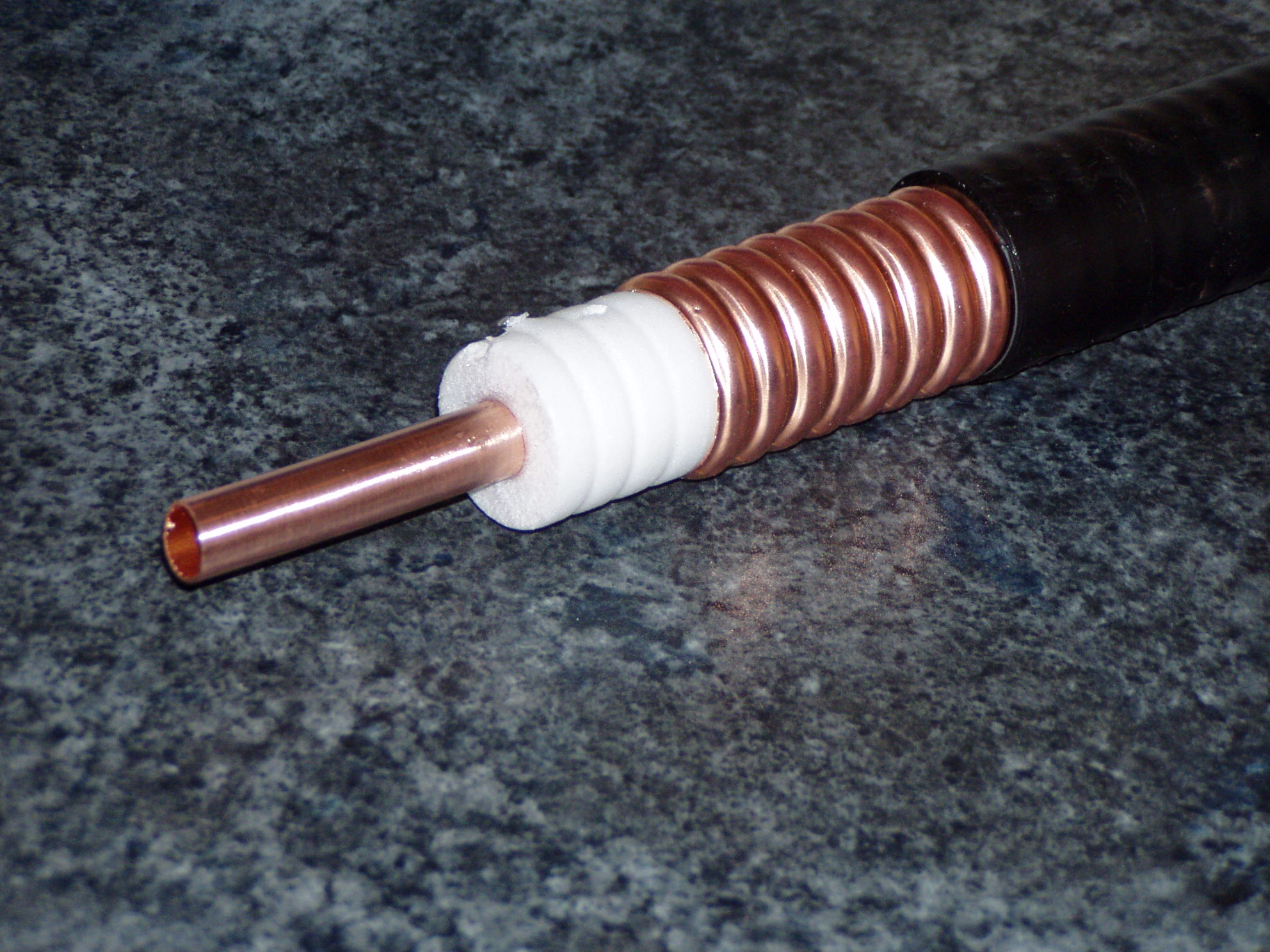
Koaxialkabel
Twisted-Pair-Kabel

## Sicherheitsrelevante Installationen
Bei sicherheitsrelevanten Systemen, wie Sicherheitsbeleuchtungsanlagen, Brandmeldeanlagen oder Alarmierungsanlagen fordern einschlägige Vorgaben für den Brandfall in bestimmten Bereichen bei Kabeln und Leitungen einen integrierten Funktionserhalt für eine festgelegte Zeitspanne. Unter Alarmierungsanlagen sind hier keine Alarmanlagen im Sinne von Einbruchmeldetechnik gemeint, für solche Systeme ist in der Regel kein Funktionserhalt notwendig. Vielmehr handelt es sich um Anlagen gem. DIN VDE 0828 oder DIN VDE 0833-4, die durch akustische Signalisierung anwesende Personen bei Gefahren warnen und zur Gebäuderäumung veranlassen.
In Deutschland ist dieser Sachverhalt in der DIN 4102 Teil 12 und der bundeslandspezifischen Umsetzung der „Muster-Leitungsanlagen-Richtlinie“ MLAR geregelt. Das bedeutet, dass die Verkabelung (Befestigungsmaterial und Kabel) bei Brandeinwirkung für eine festgelegte Zeit funktionsfähig bleiben muss. In dieser Zeit darf weder der Isolationswiderstand so klein werden, dass es zu einem Stromfluss zwischen den Leitern kommt, noch darf der Widerstand des Leiters so ansteigen, dass der Stromfluss behindert würde. Mit anderen Worten dürfen weder Kurzschluss noch Unterbrechung auftreten. Diese Eigenschaften werden durch einen speziellen Aufbau der Leitung sowie besondere Materialien für die Isolierung erreicht. Die Leitungen sind von außen durch ihren orangefarbenen Mantel (roter Mantel bei Brandmeldekabeln) sowie durch einen kennzeichnenden wiederholten Aufdruck zu erkennen. Gebräuchliche Zeiten für den erforderlichen Funktionserhalt sind 30 Minuten, 60 Minuten oder 90 Minuten (E30, E60, E90). Geraten diese Leitungen nach Ablauf des Zeitraumes in Brand, weisen sie überdies eine höhere Brandlast als normale Leitungen, wie NYM oder J-Y(St)Y auf.
Um einen wirksamen Funktionserhalt zu erzielen, ist neben der Leitung auch das Leitungsführungssystem und die Umgebung zu betrachten. Die verschiedenen Formen der Leitungsführungssysteme (Kabelrinne, Stahlpanzerrohr, Einzelbefestigung) haben gemein, dass sie ebenfalls für die entsprechende Dauer einem Feuer standhalten müssen.
Gemeinsam mit der Leitung ergeben sie eine sogenannte „geprüfte Leitungsanlage“. Entsprechend geprüfte Kombinationen werden durch die Hersteller in Prüfzertifikaten benannt. Die Installationsumgebung ist so zu gestalten, dass die Kabel und Leitungen während der Brandeinwirkung nicht durch berstende oder herabfallende Teile beeinträchtigt oder zerstört werden.

## Bleikabel

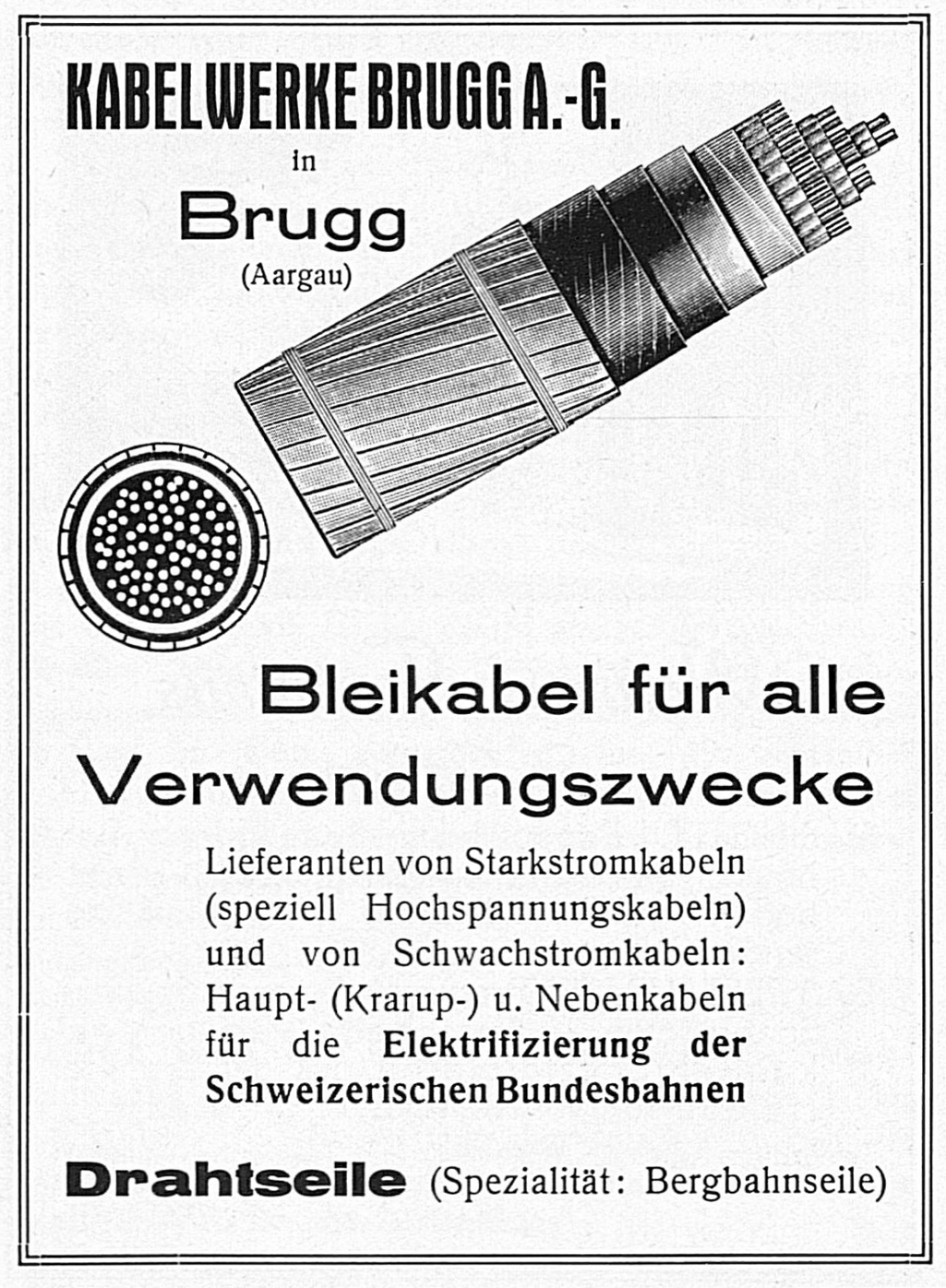
Beispiel eines Bleikabels auf einem Inserat der Kabelwerke Brugg von 1927

Früher wurden Kabel häufig mit Blei ummantelt. Bei Erdkabeln wurde der Bleimantel zusätzlich mit geteerter Jute und teilweise auch einer Stahlspirale geschützt. Als Isolationsmaterial um die Leiter kam ebenfalls Jute oder auch Papier zum Einsatz, welche zumeist durch Wachs imprägniert wurden. Zur Bearbeitung solcher Adern musste diese Isolierung erst geschmeidig gemacht werden, was durch ein Bad in einer Wanne aus flüssigem Wachs erfolgte und viel Erfahrung erforderte.